# Саакянц, Артавазд Александрович
Артавазд Александрович Саакянц (арм. Արտավազդ Ալեքսանդրի Սահակյան; июнь 1895, Гадрут, Елизаветпольская губерния, Российская империя — 23 февраля 1939, Краснодарский край) — советский партийный и государственный деятель, 1-й секретарь Кустанайского обкома ВКП(б). Народный комиссар земледелия Армянской ССР (1937—1938).

## Биография
В 1916—1918 годах служил в русской императорской армии. В сентябре 1917 года вступил в РСДРП(б). В начале 1920-х годов занимался организацией партийных ячеек в Армении, был арестован, позже освобождён.
В 1920 году стал членом Карягинского уездного революционного комитета, затем членом Карабахско-Зангезурского областного революционного комитета Республики Горная Армения, был ответственным секретарём Карягинского уездного комитета.
В 1921 году был членом коллегии Карабхско-Зангезурской областной ЧК. Позже назначен членом Президиума ВСНХ Армянской ССР, в 1922 году — чрезвычайный уполномоченный СНК Армянской ССР, представитель ВСНХ Армянской ССР в Иваново-Вознесенске.
В 1923 — октябре 1924 годов — начальник строительства Александропольской текстильной фабрики (Армянская ССР)
С октября 1924 года на партийной работе, руководил организационным отделом областного комитета КП(б) Азербайджана Нагорно-Карабахской автономной области.
С октября 1924 по август 1929 года — работал ответственным секретарём областного комитета КП(б) Азербайджана Нагорно-Карабахской автономной области.
Затем назначен ответственным секретарём Астрахан-Базарского районного комитета КП(б) Азербайджана.
В 1930 году переведен на должность заведующего агитационно-массовым отделом ЦК КП(б) Азербайджана.
В 1933—1934 годах — заведующий агитационно-массовым отделом Казакского краевого комитета ВКП(б).
В 1934 — августе 1936 года — 2-й секретарь Актюбинского областного комитета ВКП(б). Позже до февраля 1937 года работал 1-м секретарём Организационного бюро Казакского краевого комитета ВКП(б) по Кустанайской области.
В феврале того же года назначен 1-м секретарём Кустанайского областного комитета ВКП(б).
С апреля 1937 года заведовал сельскохозяйственным отделом Азово-Черноморского краевого комитета ВКП(б), с сентября 1937 года руководил Краснодарским краевым земельным управлением.
В 1938 году стал народным комиссаром земледелия Армянской ССР. В сентябре того же года — репрессирован, арестован, осужден Военной коллегией Верховного суда СССР по обвинению в участии в контрреволюционной террористической организации. 22 февраля 1939 года был приговорен к расстрелу.
Приговор приведен в исполнение	23 февраля 1939 года. Похоронен на Новом Донском кладбище в Москве.
Реабилитирован	8 декабря 1956 года.